# 宏翠里
25°01′53″N 121°27′31″E / 25.0313549°N 121.4584729°E
宏翠里為台灣新北市板橋區轄下之一里，面積約0.4503平方公里。昔時江子翠地區，因里內有宏國社區，故以為名。該里於1975年2月1日由江翠里分出。